# Škoda Rapid (1984)
Pour les articles homonymes, voir Škoda Rapid.
 (décembre 2018).
La Škoda Rapid est une automobile produite par Škoda Auto de 1984 à 1990. Il s'agit de la seconde génération de la Rapid depuis 1935 et une déclinaison coupé de la Škoda 130.